# 楽 (姓)
楽（がく、らく）は、漢姓のひとつ。2020年の中華人民共和国の統計では人数順の上位100姓に入っておらず、台湾の2018年の統計では219番目に多い姓で、1,674人がいる。
漢族の姓としては「音楽」の「楽」と同じ発音の「楽（がく）」姓が多いが、モンゴル族の姓としては「快楽」の「楽」と同じ発音の「楽（らく）」姓が多い。

## 主要な人物
- 楽毅 - 中国戦国時代の燕の武将。昌国君。
- 楽間 - 楽毅の子。昌国君の位を継ぐ。
- 楽羊 - 中国戦国時代の魏の武将。
- 楽乗 - 中国戦国時代の趙の武将。
- 楽就 - 中国後漢の武将。袁術の配下。
- 楽進 - 中国後漢の武将。曹操の配下。
- 楽綝 - 中国三国時代の魏の武将。楽進の子。